# Bolidismo
Il Bolidismo è stato un gruppo formato da designer italiani alla fine del XX secolo.

## Storia
Il Movimento Bolidista viene fondato nel 1986 a Bologna da 16 architetti neolaureati alla Facoltà di Architettura di Firenze, gravitanti attorno al corso di Arredamento di Remo Buti (già cofondatore negli anni settanta del gruppo di architettura radicale Global Tools), anche se già negli anni precedenti erano stati realizzati progetti ed eventi che esprimevano una comune sensibilità tra i vari progettisti.
Nato nell'ambito del design e dell'architettura, il gruppo si contraddistingue all'inizio per un originale approccio caratterizzato da un accentuato dinamismo delle forme, derivato in parte da citazioni futuriste e dello streamline americano ma anche da precedenti ricerche sulle forme organiche e su riferimenti all'architettura degli anni trenta ed al mondo dei fumetti: ponendosi come naturale ma anche antagonistica prosecuzione dell'esperienza dei gruppi Memphis e Alchimia, il Bolidismo viene immediatamente considerato come l'ultima parola in fatto di design italiano, catalizzando l'interesse dei media di attualità, costume e cultura tra il 1986 ed il 1989, anni in cui le loro opere vengono pubblicate o citate in numerose riviste italiane e internazionali (AD (I), Vogue (I-F), Per Lui (I), Epoca (I), The Face (GB), De Diseño (E), Wind (J), Modo (I) ed altre.
A partire dagli anni novanta il gruppo Bolidista sospende di fatto le sue iniziative ed i singoli componenti proseguono in maniera individuale l'attività professionale nei settori del design, dell'architettura, della grafica e della pittura.

## Tematiche e stile
- Il Bolidista ha un unico preciso scopo nella vita, cui tutto è finalizzato: v i v e r e .
- Il Bolidista teorizza e agisce simultaneamente.
- Il Bolidista considera la Storia non Magistra Vitae bensì una eccitante avventura.
- Il Bolidista ha un atteggiamento positivo.
- Il Bolidista ritiene l'ideologia un freno inutile e dannoso.
- Il Bolidista ha maestri invecchiati o morti e idoli fugaci e intensi.
- Il Bolidista è l'avanguardia di se stesso.
- Il Bolidista non muore per nessuna causa.
- Il Bolidista odia l'immobilismo, le cosucce, la vigliaccheria, la frigidità espressiva.
- Il Bolidista considera la 'contraddizione' come l'unica possibilità di adeguamento a velocissimamente mutatesi situazioni.
- Il Bolidista ritiene il Bolidismo un buon pretesto.
- Il Bolidista ritiene il 'futuro', in quanto 'non presente', equivalente al 'passato' ma più interessante.
- Il Bolidista possiede una simultanea capacità di adattamento psicologico-emotivo a tutte le innovazioni.
- Il Bolidista invidia se stesso.
- Il Bolidista è un Bolidista ma se ne frega di esserlo.

Alla base del pensiero bolidista sono i concetti di comunicazione, movimento, leggerezza, molteplicità, divenire, azione. Nel design, questo porta ad una iniziale simbolica predilezione per le forme dinamiche intese non solo come 'modellate dal vento' ma anche come forme organiche, restituendo agli oggetti personalità ed unicità tipiche delle forme viventi, industrializzabili nella loro complessità e varietà grazie all'evoluzione della tecnologia. Elementi significativi nel pluralista progetto bolidista sono anche l'elemento 'mediterraneo', la cultura degli estremi (purismo ed iperdecoratività) ed il concetto di gioco. Tutto comunque strettamente correlato alle nuove esigenze formali e spirituali di un rivoluzionario modello di società dominato dalla presenza dei mezzi telematici (indicato come "città fluida") di cui il gruppo si propone come avanguardia postmoderna, testimone della fase finale "meccanica" della civiltà delle macchine in transizione verso la fase "elettronica", caratterizzata dalla simultaneità comunicativa e simbolica.
"Il bolidismo si pone come una serie di linguaggi che sono momento di aggregazione, proponendosi di riconnettere il filo interrotto della modernità (...) Il bolidismo è come una pentola in ebollizione dove i linguaggi si muovono veloci con l'accelerazione che fa circolare l'informazione, accettando i tempi della tecnologia e della moda (...) È espressione di un nuovo concetto di velocità, non più quella meccanica, bensì elettronica. (...) Nei progetti bolidisti l'oggetto nasce con un processo unitario di sintassi e semantica".

## I Bolidisti
- Pierangelo Caramia
- Daniele Cariani
- Maurizio Castelvetro
- Maurizio Corrado
- Dante Donegani
- Fabrizio Galli
- Giovanni Tommaso Garattoni
- Massimo Iosa Ghini
- Stefano Giovannoni
- Bepi Maggiori
- Massimo Mariani
- Giusi Mastro
- Anna Perico
- Roberto Semprini
- Ernesto Spicciolato
- Guido Venturini